# Nangseong-myeon
Nangseong-myeon (koreanska: 낭성면) är en socken i stadsdistriktet Sangdang-gu i kommunen Cheongju i Sydkorea.
Den ligger i provinsen Norra Chungcheong, i den centrala delen av landet, 120 km söder om huvudstaden Seoul.